# Kelly Reillyová
Kelly Reillyová, rodným jménem Jessica Kelly Siobhán Reilly (* 18. července 1977 Epsom, Surrey) je anglická herečka, která na filmovém plátně debutovala v roce 2000 rolí v romantické komedii Možná, miláčku.
Za výkon ve hře Po slečně Julii (After Miss Julie) na londýnské divadelní scéně Donmar Warehouse byla v roce 2003 nominována na dramatickou Cenu Laurence Oliviera pro nejlepší herečku, jakožto nejmladší umělkyně v historii ocenění. Podruhé získala nominaci o šest let později za Desdemonu v tragédii Othello.

## Osobní život
Narodila se roku 1977 v Epsomu do rodiny policisty Jacka Reillyho a ženy v domácnosti, která pracovala také jako recepční v nemocnici. S rodiči a bratrem, profesionálním golfistou, vyrůstala v surreyském Chessingtonu. Všeobecné středoškolské vzdělání získala na Tolworthově dívčí škole v Kingstonu (Tolworth Girls' School), v jejímž rámci studovala také dramatický obor pro odborný kvalifikační certifikát (General Certificate of Secondary Education).
Na londýnské dramatické škole navštěvovala letní kurzy herectví, které ji nudily. Prarodiče byli Irové.

## Herecká dráha
Producentům televizního dramatu Hlavní podezřelý napsala žádost o obsazení a šest měsíců později byla pozvána na casting do dílu Hlavní podezřelý: Kruh přátel, který byl premiérován 7. května 1995 na kanálu ITV. Poté, co se v něm objevila vedle Helen Mirrenové, zahrály si obě šest let nato ve filmu Smrt Jacka Doddse.
Profesionální divadelní kariéru začínala na anglických scénách ve spolupráci s dramatikem Terrym Johnsonem v produkcích her Elton John’s Glasses (1997), The London Cuckolds (1998), The Graduate (2000) a Piano/Forte (2006). Johnson o ni ve hře Piano/Forte uvedl: „Reillyová je možná nejpřirozenější herečka, vášnivá, a jdoucí až na dřeň, ze všech hereček, s nimiž jsem kdy pracoval.“ Podle vlastních slov ji po herecké stránce nejvíce předal režisér Karel Reisz, jenž roku 2001 režíroval The Yalta Game (Jaltská hra) v dublinském divadle. Na jeho adresu prohlásila: „Byl mým hlavním rádcem. Bez něho bych nebyla schopná vytvořit slečnu Julii, pokud bych danou hru neprožila.“
Do roku 2000 typologicky představovala komediálního herce a byla obsazována do tohoto druhu rolí, jakou se stala i mladá Amy ve hře Last Orders, režírované Fredem Schepisim. V roce 2001 následovalo účinkování na prknech Royal Court Theatre, kde se představila v dramatu Blasted od Sarah Kaneové. Deník The Times ji v recenzi nazval „divadelní viagrou“. Roku 2002 se objevila jako studentka Wendy výměnného programu Erasmus, po boku Audrey Tautouové a Romaina Durise, ve francouzské televizní komedii Erasmus a spol. Úlohu ztvárnila také o tři roky později v sequelu Erasmus 2 i v dalším pokračování z roku 2013 nazvaném Casse-tête chinois. Roku 2005 se účastnila filmových projektů Show začíná a adaptace Pýchy a předsudku s Keirou Knightleyovou v titulní úloze. Za výkon v prvním z nich obdržela Empire Award pro nejlepší začínající herečku.
Premiérovou hlavní rolí se v roce 2008 stala Jenny v hororu Jezero smrti a následující sezónu se objevila v jedné z hlavních úloh britského seriálu Mimo podezření, uváděného v hlavním vysílacím čase. Z filmových produkcí ztvárnila postavu Mary Morstanové v adaptaci detektivky Sherlock Holmes a Muriel Brasslerové v dramatu Já a Orson Welles. Postavu si zopakovala v sherlockovském sequelu Sherlock Holmes: Hra stínů.
Vedle Sama Rockwella se objevila v kriminálním thrileru Jednou ranou a větší postavu Nicole Maggenové získala v Zemeckisově dramatu Let po boku Denzela Washingtona, jakožto pilota-alkoholika. V irské černé komedii McDonagha Kalvárie představovala neukotvenou dceru římskokatolického faráře Fionu Lavelleovu.
V roce 2015 účinkovala ve druhé řadě amerického krimiseriálu Temný případ z produkce HBO, jakožto Jordan Semyonová, manželka obchodníla v podání Vinceho Vaughna. Stejnou sezónu debutovala na broadwayských scénách, a to v American Airlines Theatre, když se ve hře Old Times od Harolda Pintera jejími protihráči stali Clive Owen a Eve Bestová.

## Soukromý život
S hercem Jonahem Lotanem byla zasnoubená. V roce 2012 se provdala za finančníka Kylea Baughera.

## Herecká filmografie
| Film     |                                       |                                |                              |
| rok      | film                                  | role                           | poznámka                     |
| 2000     | Možná, miláčku                        | Nimnh                          |                              |
| 2000     | Peaches                               | Cherry                         |                              |
| 2001     | Last Orders                           | mladá Amy                      |                              |
| 2001     | Starched                              | Maid                           | krátkometrážní               |
| 2002     | Erasmus a spol.                       | Wendy                          |                              |
| 2003     | Mrtvá těla                            | Viv McCormacková               |                              |
| 2004     | Libertin                              | Jane                           |                              |
| 2005     | Erasmus 2                             | Wendy                          |                              |
| 2005     | Pýcha a předsudek                     | Caroline Bingleyová            |                              |
| 2005     | Show začíná                           | Maureen                        |                              |
| 2007     | Pýchavka                              | Liffey                         |                              |
| 2008     | Jezero smrti                          | Jenny                          |                              |
| 2008     | Já a Orson Welles                     | Muriel Brasslerová             |                              |
| 2009     | Oči války                             | Diane                          |                              |
| 2009     | Sherlock Holmes                       | Mary Morstanová                |                              |
| 2010     | Meant to Be                           | Amanda                         |                              |
| 2010     | Všechny jsou zadané                   | Sarah                          |                              |
| 2011     | 1320                                  | Marry Hudsonová                |                              |
| 2011     | Edwin Boyd                            | Doreen Boydová                 |                              |
| 2011     | Sherlock Holmes: Hra stínů            | Mary Watsonová                 |                              |
| 2012     | Let                                   | Nicole                         |                              |
| 2013     | Rozzářit hvězdy                       | Caitlin Thomasová              |                              |
| 2013     | Jednou ranou                          | Moira                          |                              |
| 2013     | Casse-tête chinois                    | Wendy                          |                              |
| 2014     | Innocence                             | Pamela Hamiltonová             |                              |
| 2014     | Nebe existuje                         | Sonja Burpová                  |                              |
| 2014     | Kalvárie                              | Fiona Lavelleová               |                              |
| 2016     | Bastille Day                          | Karen Dacreová                 |                              |
| Televize |                                       |                                |                              |
| rok      | televizní film / seriál               | role                           | poznámka                     |
| 1995     | The Biz                               | Laura                          |                              |
| 1995     | Hlavní podezřelý: Kruh přátel         | Polly Henryová                 | TV film                      |
| 1996     | The Ruth Rendell Mysteries            | Kimberly                       | díly „Simisola: Parts 2 & 3“ |
| 1996     | Bramwell                              | Kathleen Le Sauxová            | díl „2.5“                    |
| 1996     | Kapitán Poldark                       | Clowance Poldarková            | TV film                      |
| 1996     | Sharman                               | Sophie Brightová               | díl „1.3“                    |
| 1997     | Mrtvá a živá                          | Clarice                        | minisérie                    |
| 1997     | Pie in the Sky                        | Tina                           | díl „The Apprentice“         |
| 1997     | The History of Tom Jones, a Foundling | Nancy Millerová                | minisérie                    |
| 1998     | The Children of the New Forest        | Patience Heatherstoneová       | TV film                      |
| 1999     | Nad tebe není                         | Nancy                          | minisérie                    |
| 1999     | Sex a smrt                            | Julie                          | TV film                      |
| 2002     | Bezpečný dům                          | Fiona MacKenzieová             | TV film                      |
| 2003     | Hercule Poirot                        | Mary Gerrardová                | díl „Temný cypřiš“           |
| 2006     | Projekt Andromeda                     | Christine Jonesová / Andromeda | TV film                      |
| 2007     | Joeův palác                           | Charlotte                      | TV film                      |
| 2008     | He Kills Coppers                      | Jeannie                        | TV film                      |
| 2009     | Podezřelý                             | detektiv Anna Travisová        | hlavní role                  |
| 2010     | Mimo podezření: Rudá Dahlia           | detektiv Anna Travisová        | hlavní role                  |
| 2011     | Mimo podezření 3: Smrtící výstřely    | inspektorka Anna Travisová     | hlavní role                  |
| 2012     | Above Suspicion: Silent Scream        | inspektorka Anna Travisová     | hlavní role                  |
| 2014     | Black Box                             | doktorka Catherine Blacková    | hlavní role (13 dílů)        |
| 2015     | Temný případ                          | Jordan Semyonová               | hlavní role; 2. řada         |